# Европско првенство у атлетици за јуниоре 2009 — 800 метара за јуниорке
Такмичење у трчању на 800 метара у женској конкуренцији на на 20. Европском првенству у атлетици за јуниоре 2009. у Новом Саду одржано је 23. и 25. јула 2009. на Стадиону Карађорђе.
Титулу освојену у Хенгело 2007, одбранила је Мирела Лаврик из Румуније.

## Земље учеснице
Учествовале су 22 такмичарке из 13 земаља.
1. Ирска (1)
2. Немачка (3)
3. Румунија (1)
4. Русија (3)
5. Србија (1)
6. Турска (1)
7. Уједињено Краљевство (3)
8. Украјина (1)
9. Француска (2)
10. Чешка (1)
11. Швајцарска (2)
12. Шведска (2)
13. Шведска (1)

## Освајачи медаља
|                          |                        |                               |
| Мирела Лаврик · Румунија | Корина Харер · Немачка | Јекатерина Завјалова · Русија |

## Сатница
| Датум   | Време | Коло          |
| ------- | ----- | ------------- |
| 23. јул | 16:20 | Квалификације |
| 25. јул | 17:10 | Финале        |

## Рекорди
| Рекорди пре почетка Европског првенства 2009. | Рекорди пре почетка Европског првенства 2009. | Рекорди пре почетка Европског првенства 2009. | Рекорди пре почетка Европског првенства 2009. | Рекорди пре почетка Европског првенства 2009. | Рекорди пре почетка Европског првенства 2009. |
| Рекорди                                       | Атлетичарка                                   | Земља                                         | Време                                         | Место                                         | Датум                                         |
| --------------------------------------------- | --------------------------------------------- | --------------------------------------------- | --------------------------------------------- | --------------------------------------------- | --------------------------------------------- |
| Европски рекорд У-20                          | Бирте Брунс                                   | Источна Немачка                               | 1:59,17                                       | Берлин, Источна Немачка                       | 20. јул 1988.                                 |
| Рекорди европских првенстава У-20             | Катрин Вен                                    | Источна Немачка                               | 2:00,25                                       | Швехат, Аустрија                              | 27. август 1983.                              |

## Резултати

### Квалификације
Квалификације су одржане 23. јула. Такмичарке су биле подељене у 3 групе. У финале су се пласирале прве 2 из сваке групе (КВ) и 2 на основу резултата (кв).
Почетак такмичења: група 1 у 16:20, група 2 у 16:29, група 3 у 16:38.
| Место | Групе | Стаза | Атлетичарка          | Земља                | ЛР      | ЛРС     | Резултат | Белешка |
| ----- | ----- | ----- | -------------------- | -------------------- | ------- | ------- | -------- | ------- |
| 1.    | 3     | 7     | Корина Харер         | Немачка              | 2:04,14 | 2:04,14 | 2:04,46  | КВ      |
| 2.    | 3     | 8     | Алисон Леонард       | Уједињено Краљевство | 2:02,15 | 2:02,79 | 2:05,08  | КВ      |
| 3.    | 1     | 6     | Јекатерина Завјалова | Русија               | 2:02,21 | 2:02,21 | 2:05,68  | КВ      |
| 4.    | 1     | 3     | Селина Бихел         | Швајцарска           | 2:07,47 | 2:07,47 | 2:06,20  | КВ, ЛР  |
| 5.    | 3     | 5     | Јелена Жилкина       | Русија               | 2:02,64 | 2:02,64 | 2:06,32  | кв      |
| 6.    | 1     | 5     | Олга Бибик           | Украјина             | 2:01,53 | 2:01,53 | 2:06,90  | кв      |
| 7.    | 1     | 8     | Сара Бидерман        | Немачка              | 2:05,13 | 2:05,13 | 2:07,49  |         |
| 8.    | 3     | 2     | Ловиса Линд          | Шведска              | 2:06,37 | 2:06,37 | 2:07,57  |         |
| 9.    | 2     | 3     | Мирела Лаврик        | Румунија             | 2:00,06 | 2:01,52 | 2:07,94  | КВ      |
| 10.   | 3     | 3     | Естер Гереро         | Шпанија              | 2:07,96 | 2:07,96 | 2:08,39  |         |
| 11.   | 2     | 6     | Софија Оберг         | Шведска              | 2:03,99 | 2:04,13 | 2:08,59  | КВ      |
| 12.   | 3     | 6     | Силва Шкабрахова     | Чешка                | 2:05,80 | 2:05,80 | 2:08,96  |         |
| 13.   | 2     | 7     | Дарија Јачменева     | Русија               | 2:03,70 | 2:03,70 | 2:09,19  |         |
| 14.   | 1     | 7     | Џени Тан             | Уједињено Краљевство | 2:05,47 | 2:05,47 | 2:09,37  |         |
| 15.   | 2     | 4     | Стефани Бармет       | Швајцарска           | 2:06,01 | 2:08,23 | 2:09,47  |         |
| 16.   | 2     | 8     | Јесила Цајдлер       | Немачка              | 2:06,21 | 2:06,21 | 2:09,69  |         |
| 17.   | 1     | 2     | Кјара Еверард        | Ирска                | 2:06,49 | 2:07,68 | 2:09,97  |         |
| 18.   | 2     | 5     | Ли Ленон             | Уједињено Краљевство | 2:05,93 | 2:05,93 | 2:10,99  |         |
| 19.   | 1     | 1     | Мелиха Ердоган       | Турска               | 2:08,70 |         | 2:12,89  | ЛРС     |
| 20.   | 2     | 2     | Јелена Анђелковић    | Србија               | 2:08,95 | 2:08,95 | 2:13,01  |         |
| 21.   | 3     | 4     | Леила Боуфариран     | Француска            | 2:09,04 | 2:09,04 | 2:13,87  |         |
|       | 1     | 4     | Дјенеба Kамара       | Француска            | 2:08,26 | 2:09,36 | НЗ       |         |

### Финале
Финале је одржано 25. јула 2009. године.
Почетак такмичења: у 17:10.
| Место | Стаза | Атлетичарка          | Земља                | Резултат | Белешка |
| ----- | ----- | -------------------- | -------------------- | -------- | ------- |
|       | 6     | Мирела Лаврик        | Румунија             | 2:04,12  |         |
|       | 1     | Корина Харер         | Немачка              | 2:04,51  |         |
|       | 3     | Јекатерина Завјалова | Русија               | 2:04,59  |         |
| 4.    | 8     | Алисон Леонард       | Уједињено Краљевство | 2:04,66  |         |
| 5.    | 5     | Јелена Жилкина       | Русија               | 2:07,12  |         |
| 6.    | 4     | Олга Бибик           | Украјина             | 2:07,55  |         |
| 7.    | 2     | Селина Бихел         | Швајцарска           | 2:07,93  |         |
| 8.    | 7     | Софија Оберг         | Шведска              | 2:08,47  |         |